# Charles Hayes
Charles Hayes (1678 – 1760) foi um matemático e cronologista inglês, autor de um dos primeiros livro sobre o método dos fluxions. Foi também um oficial de longa data e defensor da Royal African Company, uma das primeiras empresas de comércio de escravos estabelecida na Grã-Bretanha.

## Obras
In 1704 foi publicado seu Treatise on Fluxions, or an Introduction to Mathematical Philosophy, Londres, a primeira obra em inglês a tratar do método dos infinitesimais de Isaac Newton. Após uma introdução sobre seções cônicas com provas concisas, Hayes aplicou o método de Newton sistematicamente, a fim de obter primeiramente as tangentes de curvas, então suas áreas, e finalmente tratando problemas de máximos e mínimos. Em 1710 imprimiu um panfleto, New and Easy Method to find out the Longitude; e em 1723 The Moon, a Philosophical Dialogue, arguindo que a lua não é opaca, possuindo alguma luz própria.
Após estudar hebreu em 1736 publicou seu Vindication of the History of the Septuagint, e em 1738 Critical Examination of the Holy Gospels according to St. Matthew and St. Luke, em relação à história do nascimento de Cristo e sua infância. Em 1747 foi publicado seu Series of Kings of Argos and of Emperors of China from Fohi to Jesus Christ, para provar que suas datas e ordem de sucessão estavam de acordo com a Septuaginta, e em 1751 Dissertation on the Chronology of the Septuagint, uma defesa da cronologia e história da Caldeia e Egito.
Na aposentadoria ficou absorvido em uma grande obra, Chronographia Asiatica & Ægyptiaca, que não viveu para concluir. Duas partes dele só foram publicadas, durante os últimos dois anos de sua vida, quando ele tinha aposentos na pousada de Gray: primeiro, Chronographiæ Asiaticæ & Ægyptiacæ Specimen, e o segundo, subdividido em (1) Chronographiæ Asiaticæ & Ægyptiacæ Specimen e (2) Conspectus totius Operis exhibetur. Parte de seu argumento é que os Setenta (autores da Septuaginta) e Flávio Josefo fizeram uso de escritos preservados na biblioteca do Segundo Templo de Jerusalém, que foram omitidos no desenvolvimento do cânone do Antigo Testamento.